# Till Lieber
Till Lieber (* 25. Juli 1981 in Bünde) ist ein deutscher Volleyballspieler.

## Karriere
Till Lieber begann seine Volleyball-Karriere in seiner westfälischen Heimat beim 1. VC Minden und spielte anschließend in den Jugendmannschaften des USC Münster und des VfB Friedrichshafen. Später wurde er im Volleyball-Internat Frankfurt zum Junioren-Nationalspieler und belegte den zweiten Rang bei der Europameisterschaft 1999. Drei Jahre später wurde er mit der Militär-Nationalmannschaft Weltmeister. 2003 nahm er mit der A-Nationalmannschaft an der Europameisterschaft im eigenen Land teil und wurde Siebter. Von 2001 bis 2008 spielte er beim Bundesligisten evivo Düren und wurde hier 2005, 2006 und 2007 deutscher Vizemeister. In dieser Zeit tauchte Till Lieber regelmäßig in den Ranglisten des deutschen Volleyballs auf Spitzenplätzen der Positionen Annahme, Abwehr und Libero auf. 2007 wurde er sogar als zweitbester Libero der letzten zwanzig Jahre gewählt. Auch nach seinem offiziellen Rücktritt aus dem Dürener Bundesligateam half Till Lieber in den Folgejahren bei personellen Engpässen des Vereins immer wieder mit Kurzeinsätzen aus.
Heute arbeitet Till Lieber als Mathe- und Physiklehrer am Düsseldorfer Luisengymnasium.